# Zain-al-Abidin-Moschee (Kuwait)
Die Zain-al-Abidin-Moschee (arabisch مسجد زين العابدين Masdschid Zayn al-ʿĀbidīn) ist eine Freitagsmoschee in Kuwait. Sie ist nach Imam Zain al-ʿĀbidīn, dem Sohn al-Husains, benannt. 
Die Moschee befindet sich in Salmiya in der Stadt Kuwait. Sie wurde 1977 eröffnet.
Ajatollah Seyyed Abu l-Qasim ad-Dibadschi (أبو القاسم الديباجي), der Generalsekretär der Weltorganisation für pan-islamische Rechtsprechung (World Organization of Pan-Islamic Jurisprudence; Abk. WOP-IJ), ist Imam an der Moschee. 